# Landtagswahlkreis Heidelberg
Der Landtagswahlkreis Heidelberg (Wahlkreisnummer 34) ist ein Landtagswahlkreis in Baden-Württemberg. Der Wahlkreis besteht seit der Landtagswahl 1992. Er umfasst den gesamten Stadtkreis Heidelberg. Wahlberechtigt waren 2021 98.081 Einwohner.

## Wahl 2021
| Direktkandidat        | Partei       | Stimmen in % | Landtagswahl 2016 Stimmen in % |
| --------------------- | ------------ | ------------ | ------------------------------ |
| Theresia Bauer        | Grüne        | 41,7         | 41,0                           |
| Anja Boto Rodriguez   | CDU          | 15,3         | 19,2                           |
| Daniel Al-Kayal       | SPD          | 12,7         | 12,1                           |
| Sahra Mirow           | Die Linke    | 8,4          | 6,1                            |
| Benjamin Brandstetter | FDP          | 7,0          | 8,0                            |
| Timethy Bartesch      | AfD          | 5,2          | 10,9                           |
| Friederike Benjes     | KlimalisteBW | 2,3          | –                              |
| Chantal Graßelt       | Volt         | 2,2          | –                              |
| Björn Leuzinger       | Die PARTEI   | 1,9          | 1,1                            |
| Anja Plesch-Krubner   | Freie Wähler | 1,5          | –                              |
| Ulrich Becker         | dieBasis     | 0,9          | –                              |
| Dieter Koch           | ödp          | 0,6          | 0,7                            |
| Doris Rothermel       | Wir2020      | 0,4          | –                              |
| –                     | Sonstige     | –            | 0,8                            |

## Wahl 2016
| Direktkandidat    | Partei     | Stimmen in % | Landtagswahl 2011 Stimmen in % |
| ----------------- | ---------- | ------------ | ------------------------------ |
| Nicole Marmé      | CDU        | 19,2         | 28,0                           |
| Theresia Bauer    | Grüne      | 41,0         | 36,7                           |
| Marlen Pankonin   | SPD        | 12,1         | 22,9                           |
| Oliver Wolf       | FDP        | 8,0          | 5,3                            |
| Sahra Mirow       | Die Linke  | 6,1          | 3,4                            |
| Fredy Halbroth    | REP        | 0,1          | 0,6                            |
| Johannes Engesser | ödp        | 0,7          | 0,7                            |
| Jakob Herpich     | Die PARTEI | 1,1          | –                              |
| Edwin Bernd       | ALFA       | 0,7          | -                              |
| Matthias Niebel   | AfD        | 10,9         | -                              |
| –                 | Sonstige   | –            | 2,3                            |

## Wahl 2011
Die Landtagswahl 2011 hatte folgendes Ergebnis:
| Direktkandidat    | Partei    | Stimmen in % | Landtagswahl 2006 Stimmen in % | Landtagswahl 2001 Stimmen in % |
| ----------------- | --------- | ------------ | ------------------------------ | ------------------------------ |
| Werner Pfisterer  | CDU       | 28,0         | 34,6                           | 37,0                           |
| Anke Schuster     | SPD       | 22,9         | 25,8                           | 36,6                           |
| Theresia Bauer    | Grüne     | 36,7         | 21,0                           | 15,1                           |
| Annette Trabold   | FDP       | 5,3          | 11,7                           | 7,7                            |
| Bernd Zieger      | Die Linke | 3,4          | WASG: 4,2                      | –                              |
| Martin Worret     | PIRATEN   | 2,3          | –                              | –                              |
| Johannes Engesser | ödp       | 0,7          | 0,5                            | 0,6                            |
| Bernd Schech      | REP       | 0,6          | 1,2                            | 1,7                            |
| –                 | Sonstige  | –            | 1,0                            | 0,5                            |

## Abgeordnete seit 1976
Bei den Landtagswahlen in Baden-Württemberg hat jeder Wähler eine Stimme, mit der sowohl der Direktkandidat als auch die Gesamtzahl der Sitze einer Partei im Landtag ermittelt werden. Dabei gibt es keine Landes- oder Bezirkslisten, stattdessen werden zur Herstellung des Verhältnisausgleichs unterlegenen Wahlkreisbewerbern Zweitmandate zugeteilt.
Den Wahlkreis Heidelberg vertraten seit 1976 folgende Abgeordnete im Landtag:
| Partei | Art des Mandats | Abgeordnete |
| ------ | --------------- | --- |
| CDU    | Erstmandat      | Wilhelm Hahn 1976 Karl Weber 1980, 1984, 1988 Werner Pfisterer 1996, 2001, 2006 |
| GRÜNE  | Erstmandat      | Theresia Bauer 2011, 2016, 2021, Mandat niedergelegt am 14. Juni 2024 Marilena Geugjes nachgerückt am 15. Juni 2024 |
| GRÜNE  | Zweitmandat     | Holger Heimann 1980 Andreas von Bernstorff 1984, Mandat niedergelegt zum 29. Mai 1986 Georg Habs-Hoffschrör nachgerückt am 2. Juni 1986 Reinhard Bütikofer 1988, 1992 Dietrich Hildebrandt 1996 Theresia Bauer 2001, 2006 |
| SPD    | Erstmandat      | Brigitte Unger-Soyka, 1992 |
| SPD    | Zweitmandat     | Willi Edelhoff 1976 Brigitte Unger-Soyka 1988 Claus Wichmann 2001 |